# Cotton Plant (Arkansas)
Pour les articles homonymes, voir Cotton Plant.
Cotton Plant est une municipalité située dans l’État américain de l'Arkansas, dans le comté de Woodruff.

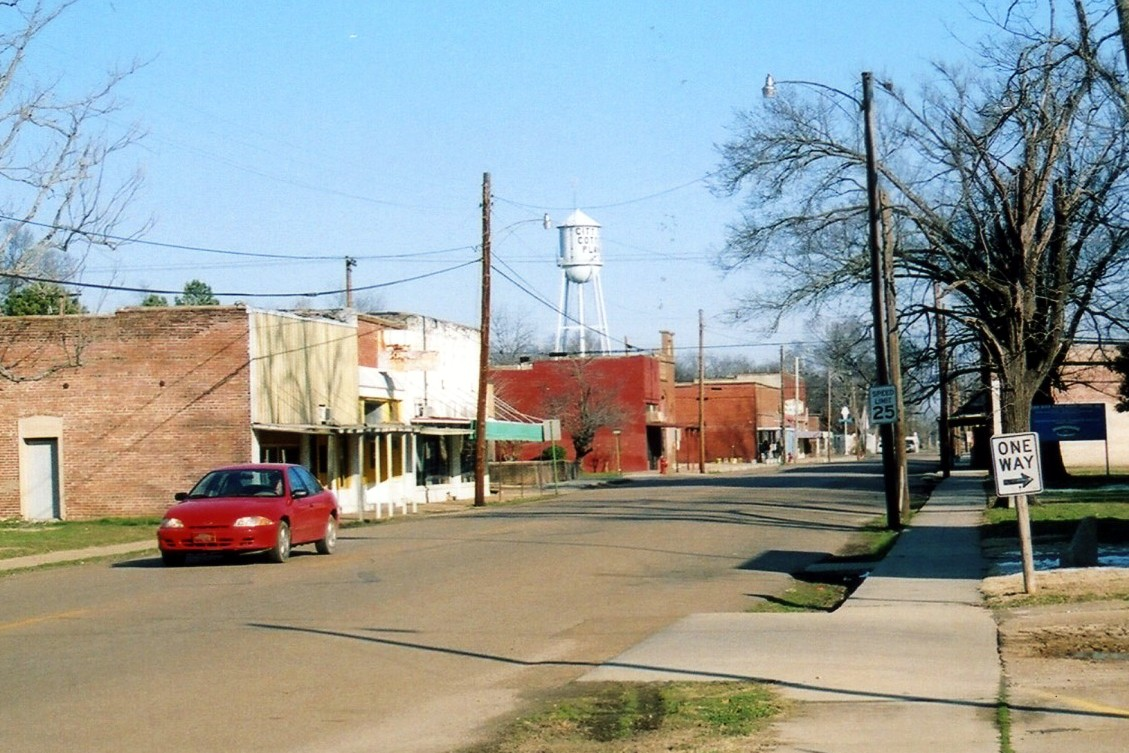
Main Street, Cotton Plant, février 2007

## Histoire
Ville de naissance de Rosetta Tharpe.